# C/1968 H1 Tago-Honda-Yamamoto
La cometa C/1968 H1 Tago-Honda-Yamamoto è una  cometa non periodica scoperta il 1º maggio 1968 dagli astrofili giapponesi Akihiko Tago, Minoru Honda e Hirofumi Yamamoto. Il primo scopritore della cometa fu Kōichi Itagaki che la osservò il 25 aprile 1968 da Yamagata ma non riuscì a segnalare la scoperta per tempo e perse così l'occasione di dare il proprio nome alla cometa.
La cometa percorre un'orbita retrograda caratterizzata da un periodo di 2301,89 anni e da un'elevata inclinazione rispetto al piano dell'eclittica. La minima distanza tra l'orbita della cometa e quella della Terra (MOID) è stata calcolata in 0,163497 UA.